# Paray-le-Frésil

Paray-le-Frésil este o comună în departamentul Allier din centrul Franței. În 1 ianuarie 2022 avea o populație de 379 de locuitori.